# Vanuatu op de Gemenebestspelen

Vlag van Vanuatu

Vanuatu is een land dat deelneemt aan de Gemenebestspelen (of Commonwealth Games). Sinds 1982 heeft Vanuatu elfmaal deelgenomen. In totaal over deze elf edities wonnen ze drie bronzen medailles.

## Medailles
| Vanuatu op de Gemenebestspelen | Vanuatu op de Gemenebestspelen | Vanuatu op de Gemenebestspelen | Vanuatu op de Gemenebestspelen | Vanuatu op de Gemenebestspelen | Vanuatu op de Gemenebestspelen |
| ------------------------------ | ------------------------------ | ------------------------------ | ------------------------------ | ------------------------------ | ------------------------------ |
| Jaar                           | Goud                           | Zilver                         | Brons                          | Totaal                         | Rang                           |
| 1982                           | -                              | -                              | -                              | -                              | /                              |
| 1986                           | -                              | -                              | -                              | -                              | /                              |
| 1990                           | -                              | -                              | -                              | -                              | /                              |
| 1994                           | -                              | -                              | -                              | -                              | /                              |
| 1998                           | -                              | -                              | -                              | -                              | /                              |
| 2002                           | -                              | -                              | -                              | -                              | /                              |
| 2006                           | -                              | -                              | -                              | -                              | /                              |
| 2010                           | -                              | -                              | -                              | -                              | /                              |
| 2014                           | -                              | -                              | -                              | -                              | /                              |
| 2018                           | -                              | -                              | 2                              | 2                              | 37                             |
| 2022                           | -                              | -                              | 1                              | 1                              | 40                             |